# Улица Гагарина (Самара)

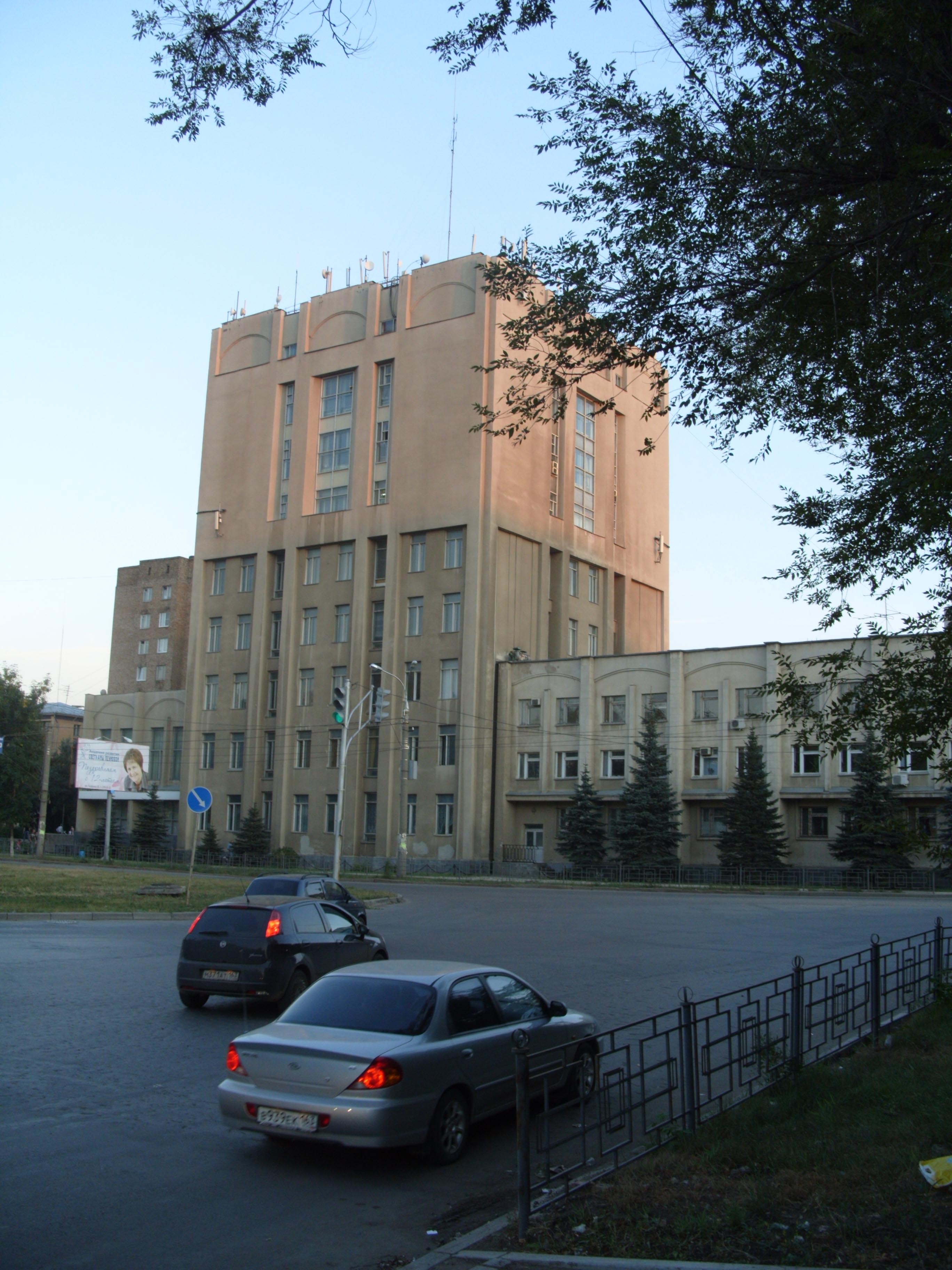
Инженерный корпус Самарского Метрополитена на улица Гагарина

У́лица Гага́рина — одна из основных транспортных магистралей города Самары, расположена в Железнодорожном и Советском районах. Названа в честь Героя Советского Союза Юрия Алексеевича Гагарина.
Начинается от Московского шоссе в районе станции метро «Московская». Пересекает проспект Карла Маркса, улицу Тухачевского, Клинический проезд, улицу Мяги, проезд Георгия Митирёва, Революционную улицу, 3-й проезд, улицы Авроры, Ивана Булкина, Энтузиастов, Карбышева, Советской Армии, проезд 9-го Мая, улицы Запорожскую, Днепровскую, Победы, Промышленности, 1-й Безымянный переулок. Заканчивается кольцом на улице 22-го Партсъезда.

## История и этимология
Прежнее название «Чёрновское шоссе» было дано по располагавшимся поблизости Чёрновским садам. Впоследствии сады и совхозы ликвидировали, их место заняла городская застройка. В 1961 году по этой дороге проехал Юрий Гагарин, следуя с заводского аэродрома на Безымянке на обкомовскую дачу на берегу Волги. В честь этого, решением Горисполкома Куйбышева, Чёрновское шоссе было переименовано в улицу Гагарина. При этом определённое распространение получил вариант названия проспект Гагарина: часть домов №№ 73—95 имеют таблички с надписью «проспект», и проект станции метро «Гагаринская» первоначально назывался «Проспект Гагарина».
В 2024 году участку в самом начале улицы (между многоквартирными домами № 8, 10 и 12 по ул. Гагарина, напротив административного здания Самарского метрополитена) присвоено название «Чёрновский сквер».

## Транспорт

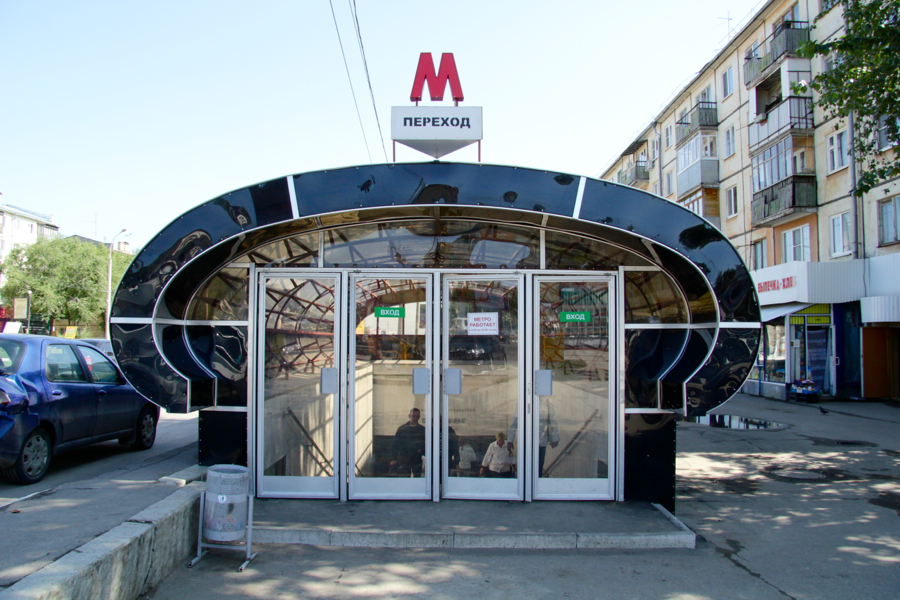
Вход на станцию метро «Спортивная»

Значительная часть единственной линии самарского метрополитена проходит под улицей Гагарина. На ней расположены входы на станции «Московская», «Гагаринская», «Спортивная» и «Советская».
По улице Гагарина проложены маршруты:
- автобусов: 24, 34, 35, 41, 53, 56;
- маршрутных такси: 89, 99, 226, 366, 368, 396, 417, 480.

Трамвай
С 1941 по 1987 год на улице действовала трамвайная ветка (маршруты 3, 13, 15). Существовали оборотные кольца напротив Клинической больницы (вокруг дома 23а), и на пересечении с ул. Энтузиастов (вокруг дома филиала ЦУМ Самара).
В настоящее время трамвайные пути проходят по участку Партизанской ул., Аэродромной ул. и ул. Промышленности, и от Промышленности до   ул. 22-го Партсъезда по Гагарина (маршруты трамваев № 3, 4, 7, 11, 23).

## Здания и сооружения
- № 6А — радиомачта (ОРТПЦ 7)[3]
- № 10 — ООО "Земский банк"
- № 11А — Управление Самарского метрополитена
- № 18 — Самарский государственный медицинский университет
- № 22 — Самарские городские электрические сети[4]
- № 54 — ресторан «Русская охота» (выставлен на продажу), ранее рестораны "Руслан", "Океан"[5]
- № 61А — Городская поликлиника № 13
- № 66А — Управление Федеральной Миграционной Службы России по Самарской области[6]
- № 73 — Самарская подстанция скорой медицинской помощи
- № 86А — бывший кинотеатр «Весна»
- № 99 — Торговый дом «Самара-М»
- № 118 - Парк Дружбы[7]
- № 131А — ЗАО «Самаралифт»[8]
- № 153 — магазин музыкальных инструментов «Соната»
- № 175 — офисы различных организаций («Самараавтотех», «Автодормаш», «Самараавтозапчасть», «Ирбис», «Сириус-Самара», «Евро Транзит» и других)

## Памятники и скульптуры

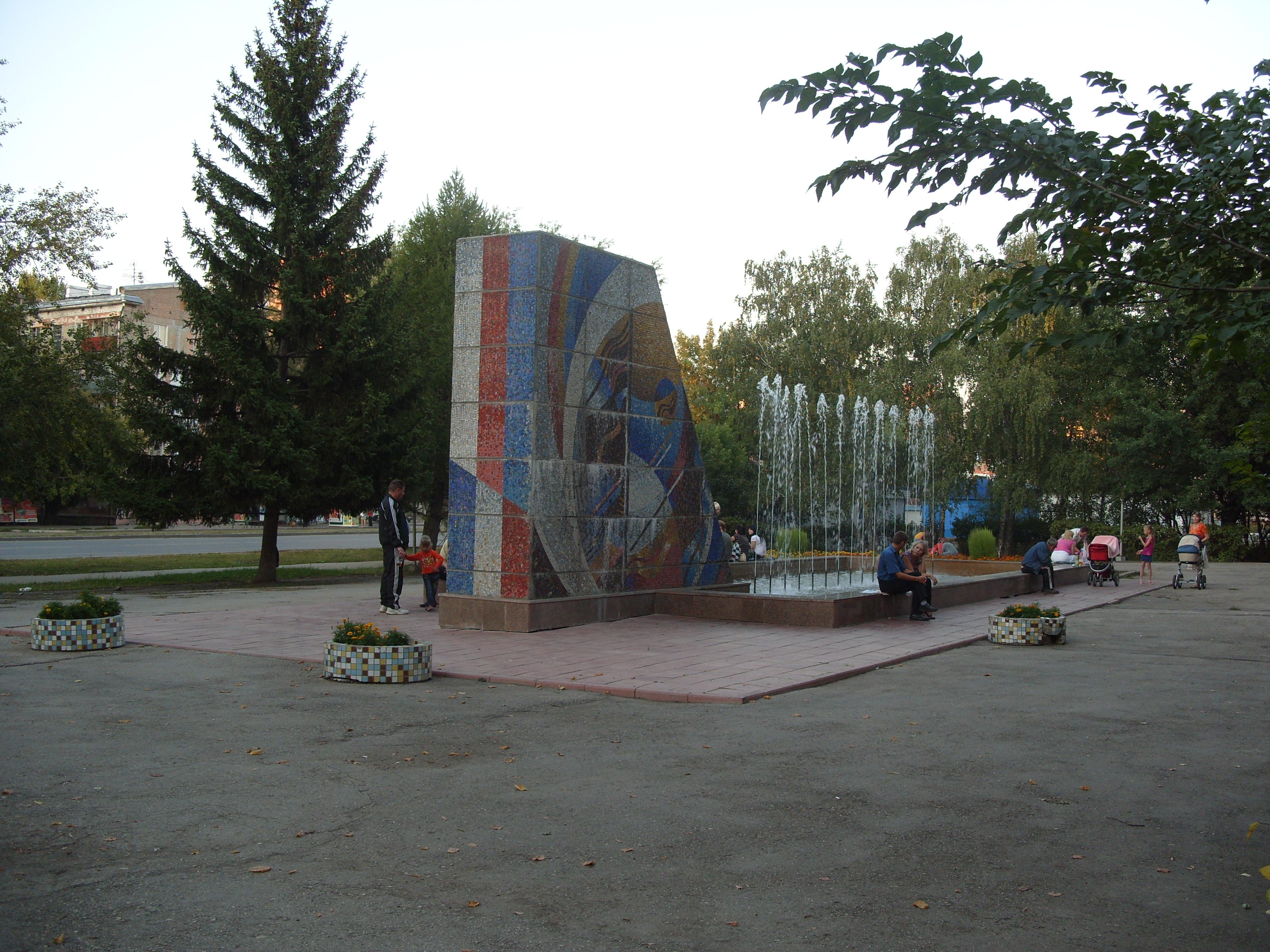
Фонтан

- Монумент Космонавтам и фонтан — в сквере рядом с домом № 13.
- Памятник Владимиру Маяковскому  — в одноимённом сквере на пересечении с проездом 9 Мая (в сер. 90-х от памятника остался только постамент, так как сам гипсовый памятник был разрушен вандалами, восстановлен в 2014 году, также сквер обнесён металлической оградой).
- Памятник освоителям космоса — расположен в безымянном сквере на пересечении с улицей Победы.
- Памятник шофёрам, погибшим в годы Великой Отечественной войны — установлен на пересечении с улицей XXII Партсъезда, на высокий постамент воздвигнут грузовой автомобиль ЗИС-5 — знаменитая «трёхтонка».
- Парк «Дружба» — деревянные скульптуры «Ангел» и «Дружба»